# Chella
Chella (Valencianisch: Xella) ist eine spanische Gemeinde mit 2.439 Einwohnern (Stand: 2024) in der Comarca Canal de Navarrés im Südwesten der Provinz Valencia.

## Geographie
Chella liegt etwa 60 Kilometer südsüdwestlich von Valencia in einer Höhe von ca. 220 m.

## Demografie
| 1900 | 1930 | 1950 | 1970 | 1981 | 1991 | 2001 | 2011 | 2021 |
| ---- | ---- | ---- | ---- | ---- | ---- | ---- | ---- | ---- |
| 2706 | 2905 | 3000 | 2501 | 2499 | 2510 | 2511 | 2798 | 2437 |

## Sehenswürdigkeiten
- Kirche Mariä Gnade (Iglesia de la Virgen de Gracia)
- Nikolauskapelle
- Herrenhaus der Grafen von Buñol

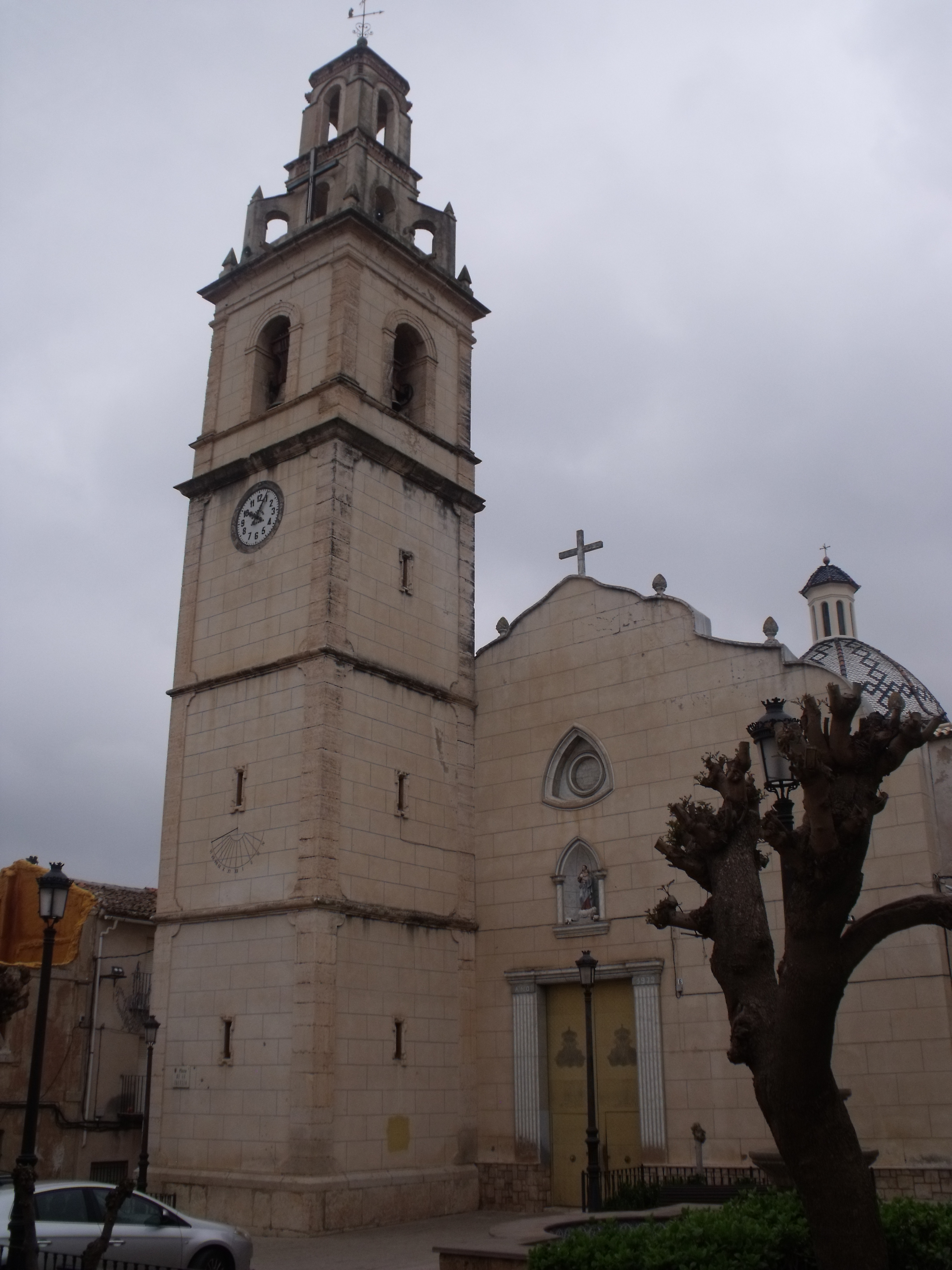
Kirche Mariä Gnade
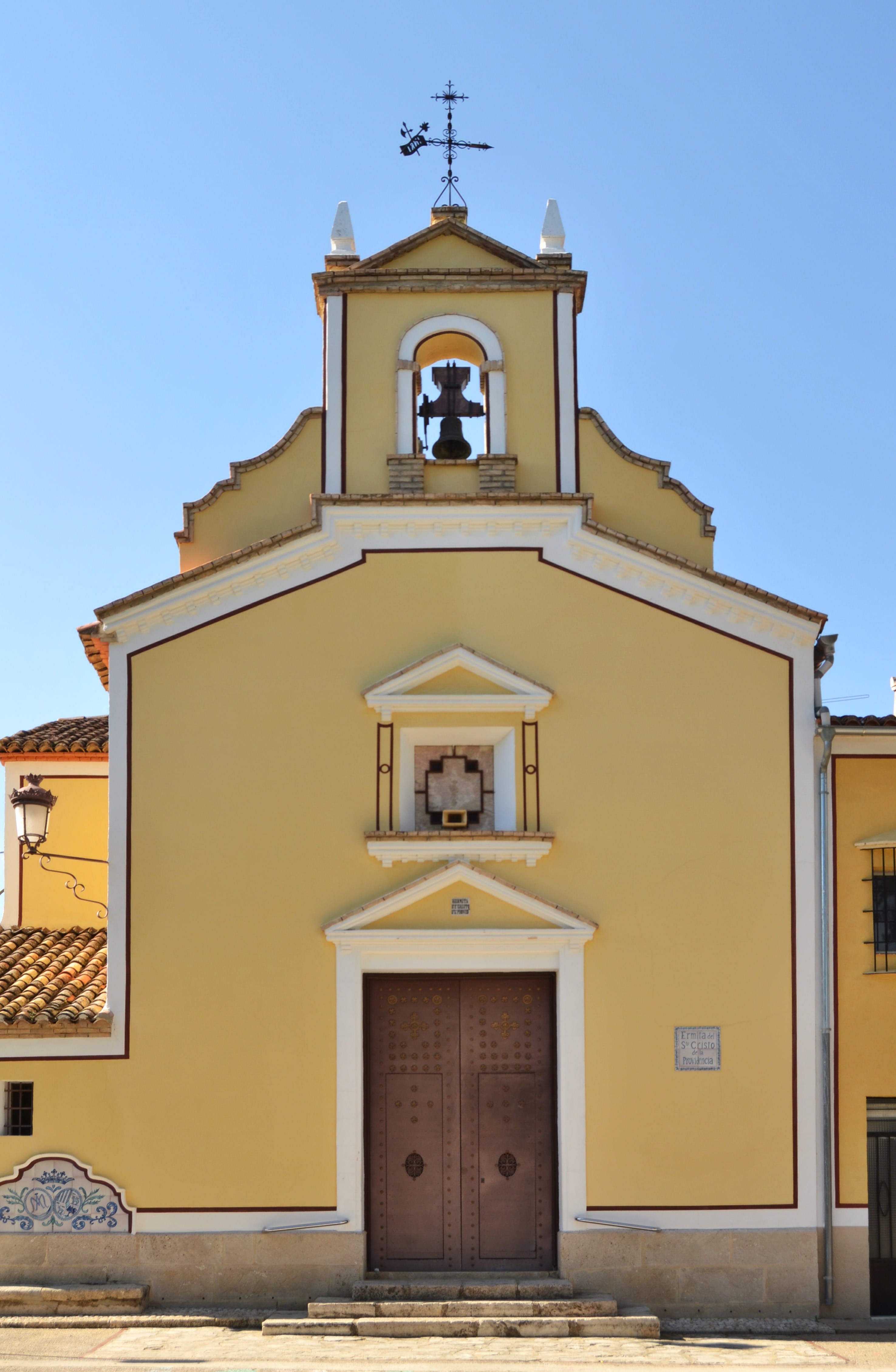
Christuskapelle
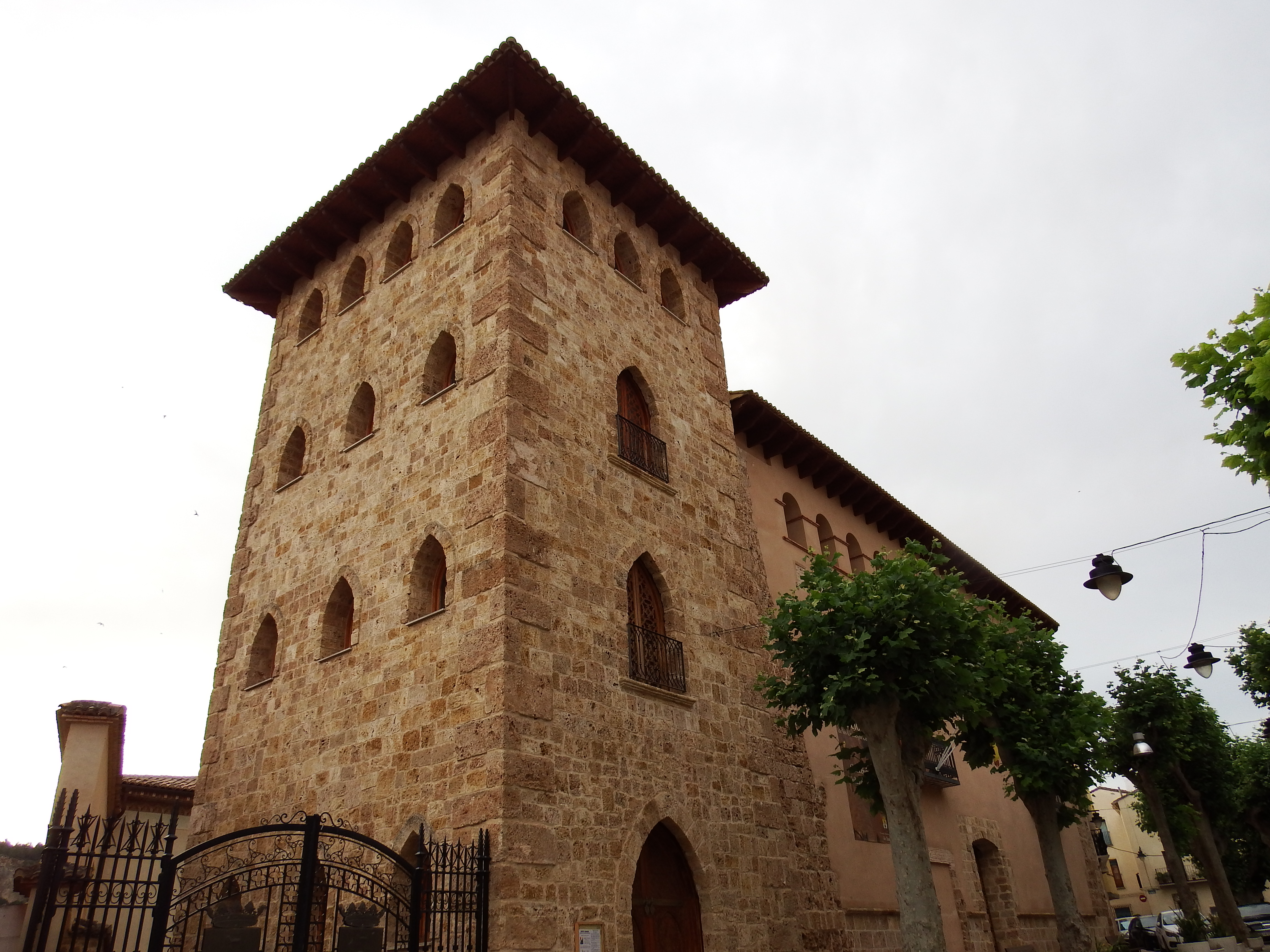
Herrenhaus
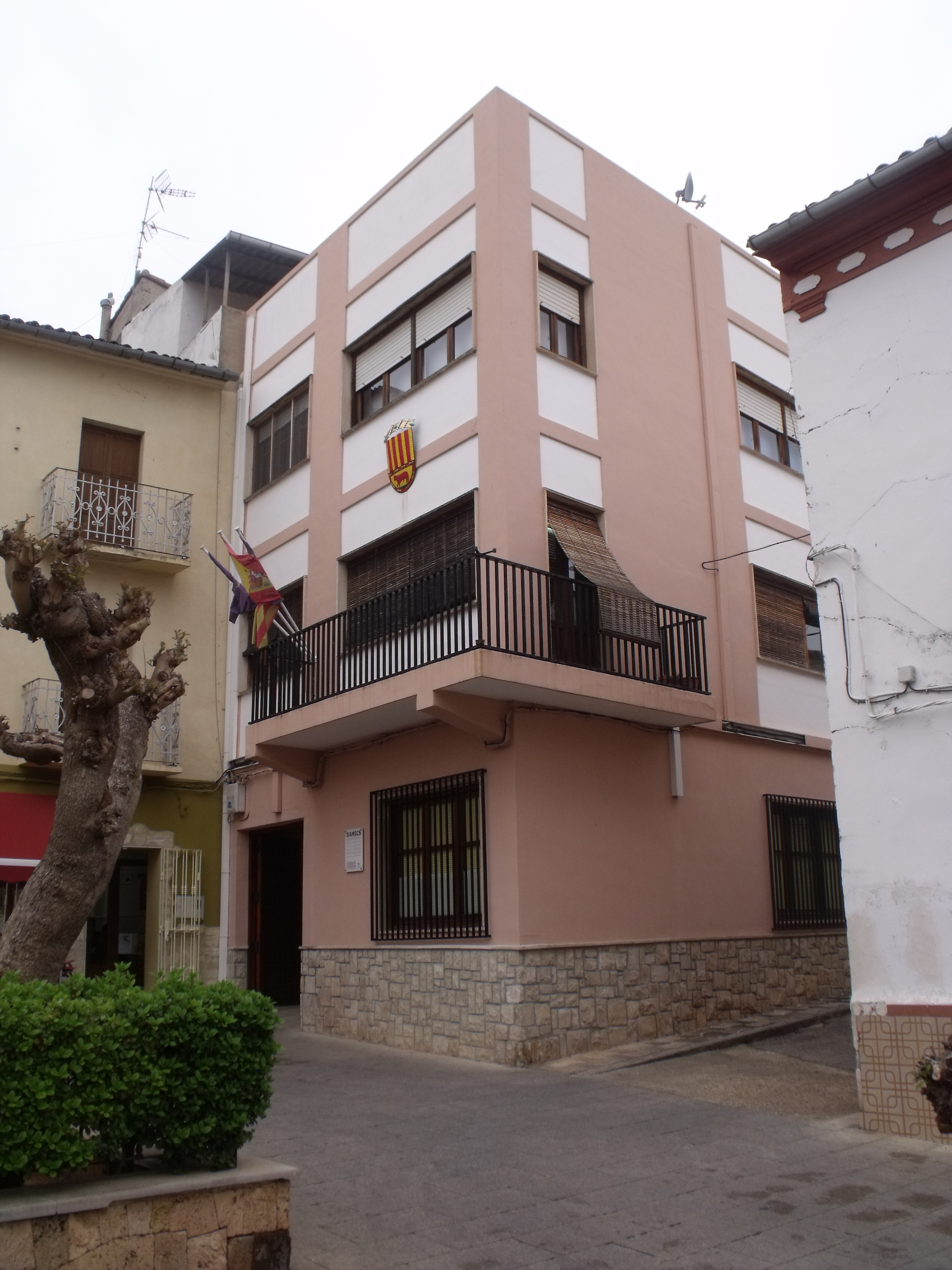
Rathaus

## Persönlichkeiten
- José Carlos Granero (* 1963), Fußballspieler